# Trichoncoides
Trichoncoides es un género de arañas araneomorfas de la familia Linyphiidae. Se encuentra en la zona paleártica.

## Lista de especies
Según The World Spider Catalog 12.0:
- Trichoncoides pilosus Denis, 1950
- Trichoncoides piscator (Simon, 1884)
- Trichoncoides striganovae Tanasevitch & Piterkina, 2012